# Inseguimento della Goeben e della Breslau
L'inseguimento della Goeben e della Breslau fu un episodio di guerra navale avvenuto nel mar Mediterraneo poco dopo lo scoppio della prima guerra mondiale, quando la Mediterranean Fleet della Royal Navy, comandata da Berkeley Milne, tentò di intercettare la Mittelmeerdivision della Kaiserliche Marine, al comando di Wilhelm Souchon, comprendente l'incrociatore da battaglia Goeben e l'incrociatore leggero Breslau.
Il 4 agosto 1914, dopo aver compiuto un'azione di bombardamento contro le coste dell'Algeria francese, Souchon diresse verso il porto di Messina per rifornirsi di carbone, venendo avvistato dalle forze navali britanniche. Nel porto italiano apprese che non avrebbe potuto ricevere alcun tipo di aiuto né dall'Italia, dichiaratasi neutrale, né dall'Impero austro-ungarico, poiché la k.u.k. Kriegsmarine era impossibilitata a raggiungerlo in tempi utili. Il 5 agosto il Regno Unito dichiarò guerra alla Germania, e il 6 agosto l'ammiraglio tedesco decise quindi di rischiare e raggiungere in autonomia Costantinopoli, la capitale dell'Impero ottomano, in quel momento ancora neutrale ma che il 1º agosto aveva firmato un accordo di alleanza con la Germania. Per una commistione di fortuna e audacia, Souchon riuscì a sfuggire agli inseguitori britannici, e il 10 agosto entrò nei Dardanelli e riparò nel Mar Nero con il consenso del ministro della Guerra turco Ismail Enver. Per evitare problemi diplomatici con le potenze dell'Intesa, le due navi tedesche pochi giorni dopo entrarono a far parte della Marina ottomana con il nome di Yavuz Sultan Selim e Midilli, mentre Souchon divenne viceammiraglio della flotta turca e rimase al comando delle sue unità.
Questa azione fu uno dei fattori che contribuirono all'entrata in guerra dell'Impero ottomano contro la Triplice intesa, e permise alla flotta turca di poter intraprendere azioni offensive efficaci contro la flotta russa del Mar Nero durante la prima parte del conflitto.

## Contesto politico
L'inizio della crisi politico-militare del luglio 1914 spinse il Kaiser Guglielmo II a valutare l'offerta di alleanza giunta da Ismail Enver quella stessa estate. Il governo dei Giovani Turchi era d'accordo sulla necessità di trovare al più presto un potente alleato europeo che garantisse la protezione dell'Impero ottomano nei confronti delle potenze rivali che avrebbero potuto attaccare l'Impero. Tranne la Russia, le nazioni che minacciavano l'integrità dell'Impero ottomano - l'Italia, l'Austria-Ungheria, la Grecia e la Bulgaria - non erano in grado di tener testa economicamente e militarmente a Regno Unito, Francia e Germania, per cui i Giovani Turchi nella primavera-estate 1914 tentarono di intavolare trattative con tutte e tre le grandi potenze in cerca di un alleato. Gli ambasciatori turchi vennero respinti da tutte le nazioni a cui avevano chiesto aiuto, e solo con l'ultimatum dell'Austria-Ungheria alla Serbia del 23 luglio 1914 la situazione cambiò. A Costantinopoli iniziarono subito colloqui segreti con la Germania; per la parte ottomana i negoziatori erano il ministro degli Esteri Said Halim, il ministro degli Interni Mehmed Talat e il ministro della Guerra Ismail Enver e da parte tedesca l'ambasciatore Hans von Wangenheim che comunicava a Berlino direttamente con il cancelliere Theobald von Bethmann-Hollweg.
Il 28 agosto i leader ottomani inviarono a Berlino una bozza di proposta di trattato, il quale venne firmato la sera del 1º agosto. Il trattato affermava che: «La Germania si impegnava a difendere il territorio ottomano, se necessario anche con le armi, qualora esso dovesse essere minacciato». L'Impero ottomano si impegnava da parte sua a mantenere una stretta neutralità nel conflitto tra Austria-Ungheria e Serbia, ed entrare in guerra soltanto se anche la Germania fosse stata costretta a farlo. Il giorno dopo la firma del trattato, il governo dei Giovani Turchi ordinò l'inizio della mobilitazione generale proclamando al contempo la propria neutralità nel conflitto ormai esploso in Europa. Il patto di alleanza con la Germania rimase segreto, ed Enver con gli altri politici turchi affermarono che la mobilitazione era a scopo precauzionale e non era rivolta contro le nazioni dell'Intesa. Poiché tutti erano convinti che la guerra sarebbe durata solo qualche mese, von Wangenheim concesse ai Giovani Turchi l'alleanza tanto agognata, pensando che il conflitto si sarebbe concluso prima che Costantinopoli avesse terminato la mobilitazione.

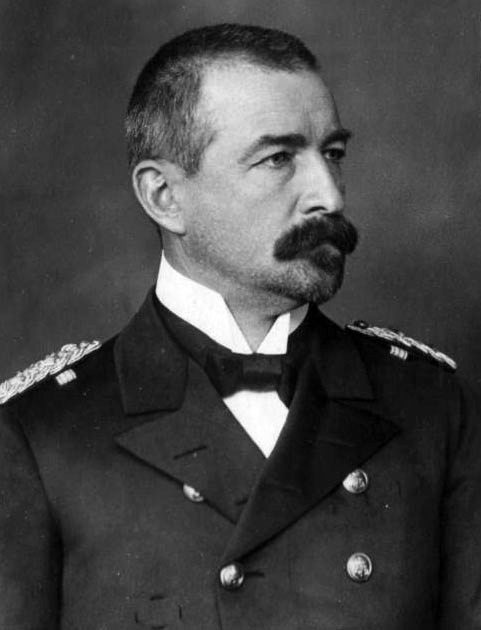
L'ammiraglio tedesco Wilhelm Anton Souchon.

Nel frattempo il Regno Unito aveva dato un motivo in più al governo turco di legarsi alla Germania, impadronendosi di due moderne navi da battaglia tipo dreadnought ordinate dalla Turchia ai cantieri navali britannici e ancora in costruzione. Il 28 luglio Winston Churchill, il Primo lord dell'ammiragliato, ordinò che le due corazzate fossero "requisite": la Sultan Osman e la Reşadiye furono prima trattenute in Inghilterra, e poi definitivamente sequestrate entrando in servizio con la Royal Navy rispettivamente come HMS Agincourt e HMS Erin. Fu un duro colpo per il governo e il popolo turco, dato che le due unità erano costate alla Turchia una cifra enorme per quei tempi, circa 30 milioni di dollari raccolti con una sottoscrizione nazionale, dopo che le sconfitte nei Balcani avevano reso consapevoli i turchi della necessità di rafforzare le forze armate. Il ministro degli Esteri britannico Edward Grey il 3 agosto telegrafò al governo turco che la requisizione era un atto dovuto dalle «necessità nella crisi attuale», e che il danno economico sarebbe stato oggetto della «dovuta attenzione». Era ormai da quasi un secolo che l'Impero ottomano era considerato il "malato d'Europa", prossimo a cadere sotto le spinte nazionaliste dei Giovani Turchi, tanto che secondo la giornalista e storica Barbara Tuchman il governo britannico era arrivato al punto di «tenere in molto minor conto l'Impero ottomano che la possibilità di avere due unità navali in più». Quello stesso giorno la Turchia firmò in segreto il trattato di alleanza con la Germania. Nonostante lo stato di guerra tra Germania e Russia fosse in essere dal 1º agosto, il governo di Costantinopoli assunse un atteggiamento di stretta neutralità senza dichiarare guerra anch'esso alla Russia, né chiudendo lo stretto dei Dardanelli, né prendendo qualsiasi iniziativa che potesse portarlo al di fuori della neutralità, con grande disappunto per il governo tedesco.
Durante i colloqui segreti a Costantinopoli, Enver con von Wangenheim e col capo della missione militare tedesca in Turchia Otto Liman von Sanders convennero che la flotta tedesca nel Mediterraneo (Mittelmeerdivision), che comprendeva il potente incrociatore da battaglia Goeben e l'incrociatore leggero Breslau, avrebbe dovuto unirsi alla Marina ottomana per un rafforzamento della potenza bellica turca nel Mar Nero, garantendo così la dovuta protezione agli eserciti turco e bulgaro dalla flotta russa. Poco dopo il colloquio i due rappresentanti tedeschi chiesero a Berlino che le due navi tedesche fossero inviate in Turchia. Sempre il 3 agosto il ministero della Marina tedesco impartì ordini in tal senso al contrammiraglio Wilhelm Souchon, comandante della squadra del Mediterraneo.

## Forze in campo

### La Mittelmeerdivision
Nel novembre 1912, dopo l'inizio delle guerre balcaniche, Gugliemo II istituì un nuovo comando navale «per difendere gli interessi tedeschi nel Mediterraneo». La Goeben e la Breslau furono le uniche unità assegnate a questa Mittelmeerdivision ("divisione del Mediterraneo"); completate rispettivamente nell'agosto e nel maggio 1912, non avevano mai prestato servizio altrove. Con le sue 22 600 tonnellate di dislocamento e la velocità di 28 nodi, la Goeben era l'unità da battaglia più grande e veloce presente nel Mediterraneo, mentre la Breslau, con il suo dislocamento di 4 570 tonnellate, «se paragonato agli altri incrociatori leggeri era una macchina da guerra notevole».
A causa di problemi progettuali dei tubi delle caldaie, per tutto il suo periodo nel Mediterraneo la Goeben non riuscì mai a eguagliare il suo record di velocità; anzi, quando Souchon prese il comando nell'ottobre 1913 in sostituzione di Konrad Trummler, la nave toccava appena i 20 nodi. Era previsto che la Goeben fosse sostituita dalla gemella Moltke verso la fine del 1914, ma dopo l'assassinio di Sarajevo del 28 giugno 1914 Souchon temette che lo scambio di consegne non potesse avere luogo e decise di dirigersi a Pola per le riparazioni, mentre la Moltke venne mantenuta nella Hochseeflotte. Nonostante tutto i britannici e i francesi non sospettarono mai di tali problemi, e la nave giunse all'arsenale di Pola il 10 luglio. Le riparazioni terminarono tredici giorni dopo, proprio quando l'Impero austro-ungarico presentò il suo ultimatum alla Serbia, ma la Goeben si trattenne nel mare Adriatico ancora una settimana per svolgere prove in mare e per apprestare la nave per le operazioni belliche. Il 29 luglio, il giorno dopo la dichiarazione di guerra, Souchon si rifornì di carbone a Trieste e la sera del 30 levò l'ancora e fece rotta verso sud. Il 2 agosto, al largo di Brindisi incontrò la Breslau e le due navi diressero verso Messina, il porto designato per il concentramento delle marine della Triplice alleanza. Lì Souchon apprese che la Germania dal 1º agosto era in guerra con la Russia, che entro pochi giorni avrebbe aperto le ostilità con la Francia, e che l'Italia aveva dichiarato la neutralità.
I piani di guerra stabiliti negli anni precedenti ordinavano che in caso di conflitto la flotta austro-tedesco-italiana, riunitasi a Messina, avrebbe dovuto dirigere verso ovest per fermare i trasporti di truppe dell'esercito francese provenienti dall'Algeria. Nel caso questi piani non si potessero mettere in atto, Souchon avrebbe dovuto tentare con le sue forze di ostacolare il traffico di truppe francesi e, quando non avrebbe potuto più ottenere nulla di positivo da tale azione, avrebbe dovuto forzare lo stretto di Gibilterra e tornare in Germania. Souchon si attenne agli ordini e il 3 agosto, mentre la Germania dichiarava guerra alla Francia, diresse verso l'Algeria francese.

### Le forze dell'Intesa nel Mediterraneo
I primi giorni di agosto furono tesi e caotici a causa dell'evolversi della situazione diplomatica europea, tanto da influenzare continuamente le decisioni sia di Souchon sia degli altri comandanti delle marine presenti nel Mediterraneo: il comandante della flotta francese viceammiraglio Augustin Boué de Lapeyrère, il comandante della Mediterranean Fleet britannica ammiraglio sir Archibald Berkeley Milne e il suo collega contrammiraglio Ernest Troubridge, comandante del Mediterranean Fleet's cruiser squadron. La successione delle reciproche dichiarazioni di guerra e i momenti in cui esse furono comunicate delineò sempre più il quadro generale della situazione, ma il caos generato da un clima in continua evoluzione portò in alcuni casi a comunicazioni e ordini fraintesi, poco chiari o superati dal corso degli avvenimenti.
Gli ordini di Lapeyrère puntavano al conseguimento del dominio marittimo nel Mediterraneo occidentale per mezzo di una vittoriosa battaglia contro la flotta nemica. I trasporti dall'Algeria non dovevano essere scortati per liberare la marina in vista del previsto scontro, con solo alcune vecchie navi da battaglia e incrociatori schierati a ovest della Sardegna destinati alla protezione a distanza dei convogli di truppe. Salpando da Tolone all'alba del 3 agosto, Lapeyrère era già a conoscenza che l'Italia sarebbe rimasta neutrale e che nessuna squadra della Triplice alleanza sarebbe comparsa nel Mediterraneo occidentale. Contravvenendo agli ordini che vietavano esplicitamente di scortare il traffico dei trasporti, Lapeyrère fece rotta verso i porti algerini temendo i danni che la Goeben avrebbe potuto infliggere ai bastimenti carichi di truppe.
Nel frattempo Churchill il 30 luglio aveva ordinato a Milne di prepararsi a impiegare la Mediterranean Fleet a protezione dei convogli francesi in partenza dall'Algeria, ma soprattutto di tenersi pronto a un eventuale scontro contro la temuta Goeben. In questo caso, però, avrebbe dovuto impegnare la Mittelmeerdivision solo se avesse potuto operare congiuntamente alle forze francesi: Milne infatti non doveva impegnare con la sua squadra «forze superiori». In seguito Churchill asserì che per "forze superiori" intendeva le navi tedesche affiancate dalla flotta austro-ungarica dell'ammiraglio Anton Haus con le sue tre dreadnought, in caso di una loro sortita verso Malta, ma ciò nei suoi ordini non era affermato esplicitamente.
Milne ricevette anche l'ordine di non impegnare a fondo le navi austro-ungariche fino a che non fosse stata chiarita la posizione dell'Italia, la quale si dichiarò neutrale il 2 agosto. Ciò non fece altro che complicare la posizione di Milne, perché il 4 agosto l'Ammiragliato gli impose di rispettare rigorosamente la neutralità dell'Italia e di tenere quindi le sue navi a più sei miglia dalla costa italiana, impedendogli di fatto di attraversare lo stretto di Messina, largo appena due miglia.

## Svolgimento degli eventi

### Primo contatto

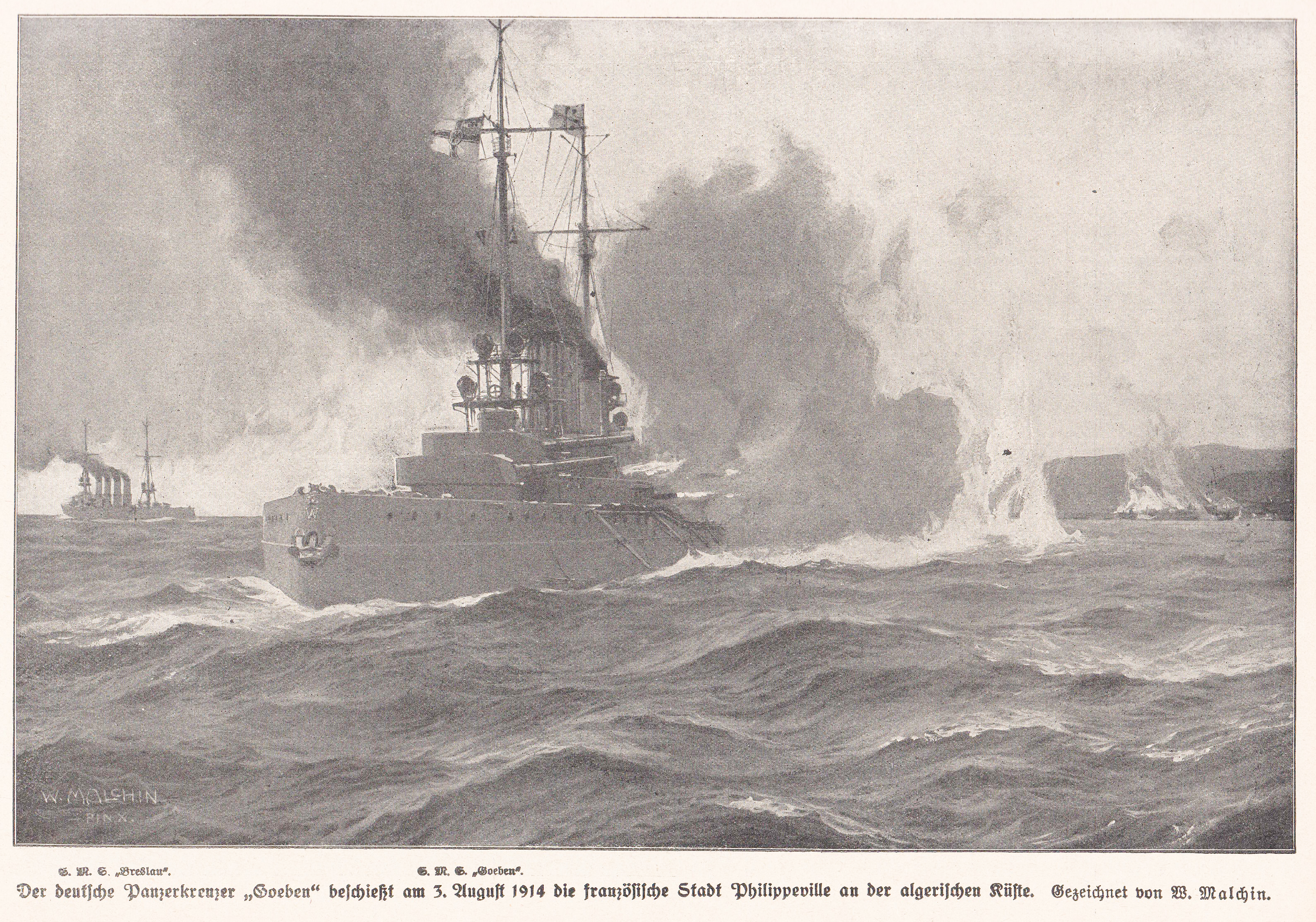
Illustrazione di Wilhelm Malchin della Goeben mentre bombarda Philippeville, nell'Algeria francese.

Nella notte fra il 3 e 4 agosto, mentre puntava le sue navi verso la costa africana, Souchon ricevette da Berlino l'ordine di dirigersi «immediatamente a Costantinopoli». L'ammiraglio interpretò l'«immediatamente» con una certa libertà, decidendo di proseguire verso gli obiettivi prescelti. Alle 05:30 la Breslau bombardò Bona e poco dopo le 06:00 anche la Goeben aprì il fuoco contro Philippeville, nell'Algeria francese; poiché i trasporti truppe non si stavano concentrando in quei due porti, bensì a Orano e Algeri, il bombardamento tedesco provocò più allarme che danni. Souchon quindi ordinò alle sue navi di invertire la rotta e dirigersi verso Costantinopoli, facendo scalo a Messina per il rifornirsi di carbone.
Lapeyrère, informato via radio del bombardamento, credette che la Goeben avrebbe continuato verso ovest per tentare di forzare Gibilterra, attaccando forse Algeri che era un obiettivo lungo il percorso. L'ammiraglio francese, contravvenendo agli ordini, si diresse verso Algeri per difendere i convogli di truppe, e non distaccò alcuna unità per cercare la Goeben. Egli, come del resto l'Ammiragliato britannico, non prese in considerazione che il tragitto di Souchon fosse in realtà determinato da obiettivi politici e non militari, per cui rimanendo nel Mediterraneo occidentale era convinto che prima o poi si sarebbe imbattuto nelle navi tedesche.
Lungo la rotta Souchon incrociò gli incrociatori da battaglia di Milne, l'Indefatigable e l'Indomitable che pattugliavano la zona a ovest della Sicilia. Le unità presero contatto alle 9:30 del 4 agosto, ma in quel momento Germania e Regno Unito non erano in stato di guerra. Le due navi britanniche invertirono la rotta per seguire le navi tedesche, ma non riuscirono a tenerne il passo. Seppur non in grado di raggiungere i 28 nodi delle prove, la Goeben riuscì a mantenere i 24 nodi per un buon tratto, uscendo dalla vista delle navi di Milne e salvaguardando la sua fama di nave veloce: una tattica vincente secondo lo storico Paul Halpern, difatti i britannici e i francesi continuarono a sopravvalutare la reale forza della Goeben. Troubridge nel frattempo, con quattro incrociatori corazzati e otto cacciatorpediniere, fu inviato a sorvegliare lo sbocco del mare Adriatico in caso di sortita da parte delle forze austro-ungariche.
Ritornando a Messina nelle prime ore del 5 agosto, Souchon apprese che le autorità portuali gli imponevano un limite di permanenza di 24 ore, non sufficienti per fare il pieno di carbone; i tedeschi approntarono quindi una nave carboniera che lo avrebbe raggiunto nel mar Egeo. Ma le notizie negative per Souchon non finirono lì: Berlino lo informò che dalla sera del 4 agosto la Germania era in guerra con il Regno Unito, e che a causa della situazione politica ancora incerta non era ancora possibile entrare con le sue navi a Costantinopoli.
Il comandante Milne, impossibilitato ad attraversare lo stretto di Messina a causa degli ordini dell'Ammiragliato che gli impedivano di avvicinarsi a meno di sei miglia dalla costa italiana, già dal 4 aveva inviato alcune sue navi a sorvegliare entrambe le sponde dello stretto, in modo da allertare la Mediterranean Fleet quando i tedeschi avrebbero ripreso il mare. L'incrociatore leggero HMS Gloucester fu mandato a est dello stretto, mentre il grosso delle forze di Milne rimase nel Mediterraneo occidentale per difendere i convogli francesi e impedire la fuga di Souchon verso Gibilterra, con la squadra di Troubridge a sorvegliare l'imbocco dell'Adriatico. Temendo di dover affrontare forze ben superiori, Souchon chiese aiuto ad Haus per ingaggiare le forze dell'Intesa, ma questi, non essendo l'Austria-Ungheria ancora in guerra né con la Francia né con il Regno Unito, fu molto restio a intervenire. La flotta austro-ungarica avrebbe potuto affrontare la flotta britannica, ma non le forze dell'Intesa congiunte, le quali avrebbero potuto facilmente sopraffare le sue navi anche con la Goeben e la Breslau dalla sua parte. Sebbene il telegramma di Souchon a Haus confermasse l'assenza delle forze francesi, il ministero degli Esteri a Vienna venne a sapere che la flotta francese aveva lasciato il porto di Tolone, e che perlomeno alcune unità francesi erano già al largo della Corsica «con l'ordine di intercettare le navi austro-ungariche e tedesche». Secondo Haus comunque, in nessun caso la sua flotta, lontana 580 miglia da Messina, sarebbe arrivata in tempo per aiutare Souchon, dato che le forze francesi erano in ogni caso molto più vicine a Messina rispetto alle sue; pertanto rispose alla richiesta «se ci portassimo là, non faremo che sacrificare le nostre due più forti divisioni». Inoltre, anche in assenza della flotta francese, se Haus si fosse mosso avrebbe violato il desiderio di Vienna di evitare le ostilità con il Regno Unito, dato che un aiuto a Souchon avrebbe avuto come possibile conseguenza uno scontro con le navi di Milne. Quello stesso 5 agosto la Sezione marina del Ministero degli esteri austro-ungarico mandò un telegramma al comando della flotta: «Per il momento evitare nel modo più assoluto qualunque azione contro navi e merci inglesi, la quale possa essere comunque interpretata come un atto ostile». Tutto ciò convinse Haus a non intervenire.
Poiché non si prospettava alcun aiuto esterno, Souchon decise di rischiare scommettendo sul fatto che la situazione turca si sarebbe risolta, e nel tardo pomeriggio del 6 agosto decise di dirigersi verso Costantinopoli.

### L'inseguimento

Rotte prese dagli inseguiti e dagli inseguitori.

Souchon prese il mare al mattino del 6 agosto, facendo rotta verso nord come per imboccare l'Adriatico, per poi aspettare la notte per cambiare direzione verso sud-est nel tentativo di eludere gli inseguitori. Per rendere credibile l'inganno, in accordo con Souchon, l'Ammiragliato tedesco (Admiralstab) chiese ad Haus che la flotta austro-ungarica scendesse fino all'altezza di Brindisi all'imbocco dell'Adriatico, con l'obiettivo di offrire protezione alla Goeben rimanendo comunque nelle acque territoriali dell'Austria-Ungheria. Haus partì al mattino del 7 agosto con la I e II Divisione (in tutto sei navi da battaglia), due incrociatori corazzati, sei cacciatorpediniere e tredici torpediniere nell'intento di offrire protezione alla Goeben.
Il comandante della flotta austro-ungarica prese questa decisione perché non si trattava più di liberare da Messina le due navi tedesche, ma di coprirle nel loro atto di entrare nell'Adriatico. In caso di incontro con una flotta nemica, la flotta austro-ungarica avrebbe inoltre potuto contare sulla vicinanza delle basi amiche. Agli occhi degli ufficiali austro-ungarici il soccorso all'alleato tedesco era un'occasione importante, giustificata dall'elevata concezione che Haus e i comandi navali avevano nei riguardi dell'alleato tedesco. Haus per giunta si prese un'enorme responsabilità, dato che ancora non era stato chiarito dove si trovasse la flotta francese e dato che sapeva delle navi britanniche a caccia di Souchon. Il dispiegamento della flotta fu tuttavia inutile, in quanto, puntando verso l'Adriatico, la Goeben e la Breslau stavano compiendo un'azione diversiva. Durante la notte fra il 6 e il 7 infatti le due navi tedesche avevano cambiato rotta in direzione sud-est attraverso il mar Ionio. 
Nel pomeriggio del 7 l'Admiralstab trasmise all'alleato che le due navi avevano doppiato Capo Matapan all'una dello stesso pomeriggio, ripetendo nuovamente che sarebbe stato politicamente e militarmente conveniente che anche la flotta austro-ungarica si fosse spostata verso i Dardanelli, pronta ad agire contro la flotta russa nel mar Nero. Haus apprese la notizia quando la sua flotta era all'altezza di Capo Planka, inviò un messaggio augurando i migliori auspici a Souchon e fece inversione di rotta tornando a Pola la sera stessa.
Appena preso il mare la forza di Souchon venne intercettata dall'incrociatore leggero Gloucester, l'unica nave britannica inviata allo sbocco orientale dello stretto di Messina, la quale si mise subito all'inseguimento delle navi tedesche. Il capitano Howard Kelly telegrafò a Milne posizione e rotta verso nord delle due navi, ma l'ammiraglio britannico restò a ovest della Sicilia: se avesse proseguito lungo la rotta indicata da Kelly Souchon avrebbe incontrato le forze di Troubridge, mentre se l'ammiraglio tedesco avesse invertito la rotta verso ovest e quindi verso Gibilterra avrebbe incontrato la squadra di incrociatori da battaglia di Milne. Anche Milne quindi non prese in considerazione che Souchon fosse in realtà diretto a est; solo l'incrociatore leggero HMS Dublin fu distaccato per rinforzare la squadra di Troubridge. 

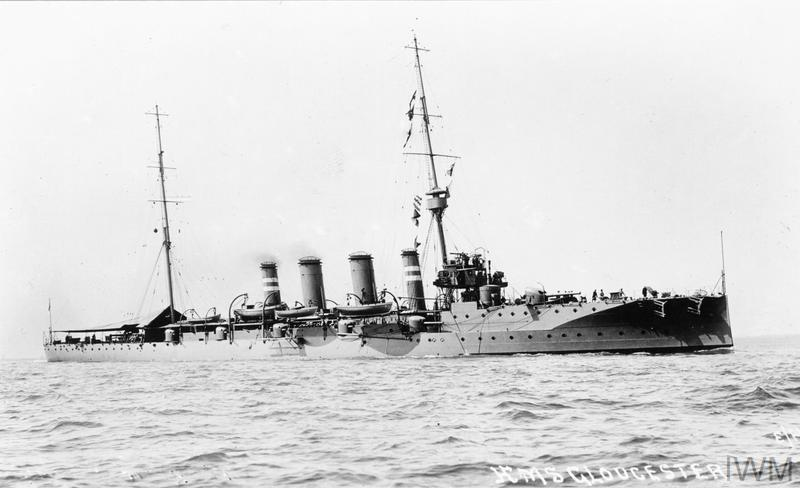
La Gloucester in navigazione. Al comando del capitano Kelly, fu l'unica nave britannica a tenere a lungo il contatto e scambiare alcuni colpi con le unità tedesche in fuga.

Souchon non riuscì a seminare la Gloucester, ma non poteva mantenere a lungo la finta rotta dato che aveva imbarcato appena 1 500 tonnellate di carbone, che non erano sufficienti a raggiungere l'appuntamento con la carboniera tedesca nell'Egeo se l'azione diversiva fosse durata troppo a lungo. Braccato o no, alle 10:00 di sera Souchon diresse verso est. A mezzanotte circa Kelly comunicò a Milne e Troubridge il cambio di rotta, al che Milne diresse verso Malta per rifornirsi di carbone e «riprendere la caccia». Ora toccava a Troubridge intercettare il nemico.
La squadra di Troubridge, formata dai quattro incrociatori corazzati HMS Defence, HMS Black Prince, HMS Warrior e HMS Duke of Edinburgh, più otto cacciatorpediniere, era appostata all'imbocco dell'Adriatico al largo di Cefalonia con l'ordine dell'Ammiragliato di «impedire agli austriaci di uscire e ai tedeschi di entrare». I cannoni da 280 mm della Goeben avevano una gittata maggiore dei cannoni da 234 mm degli incrociatori britannici e questo fatto, unito al monito di Churchill di non ingaggiare «forze superiori», indusse Troubridge alla cautela. Questi avrebbe potuto intercettare Souchon, e in effetti si accinse a farlo dirigendo verso sud a tutto vapore, ma lo avrebbe affrontato solo a condizione che fosse riuscito a raggiungere la Goeben alla luce dell'alba che sorgeva da est, il che gli avrebbe dato un vantaggio di visibilità per compensare lo svantaggio di gittata. Alle 04:00 del mattino però Troubridge non aveva ancora trovato la Goeben, e il contrammiraglio inglese ormai non poteva più sperare di affrontare Souchon in condizioni di luce favorevoli. Secondo Troubridge la Goeben poteva affrontare uno alla volta i suoi incrociatori mantenendosi allo stesso tempo a distanza di sicurezza, così decise che la Goeben era quella "forza superiore" che l'Ammiragliato gli aveva ordinato di non affrontare e desistette dall'inseguimento. Comunicò a Milne la sua decisione e si allontanò dirigendo verso Zante al fine di riprendere il pattugliamento dell'Adriatico.
Milne ordinò a Kelly di lasciarsi sfilare dai tedeschi e dirigersi verso ovest, ma Kelly ignorò l'ordine e continuò l'inseguimento. Né Milne né l'Ammiragliato pensavano alla Goeben come a una nave in fuga, ma come a una nave corsara che batteva il mare in cerca di una preda, e contavano di tendere una trappola a Souchon in un modo o nell'altro, senza sospettare che in realtà stava sfuggendo verso oriente. Questa errata valutazione, secondo la storica Barbara Tuchman, fu prettamente politica, dato che l'Ammiragliato escluse a priori che Souchon avrebbe violato la neutralità turca. Parecchio tempo dopo Churchill ammise che: «Non credo che in alcuna alta sfera politica il governo britannico fosse a corto di informazioni come sulla Turchia».
Si era ormai nella giornata del 7 agosto, e solo la Gloucester continuava a braccare Souchon, il quale non poteva arrivare all'appuntamento con la carboniera tedesca finché era in vista del nemico. Mentre erano al largo del Peloponneso Souchon diede ordine alla Breslau di rimanere indietro per disturbare la Gloucester, e Kelly decise di attaccare la nave nemica aprendo il fuoco. Ci fu uno scambio di colpi, al quale partecipò a distanza anche la Goeben, senza che nessuno andasse a segno. Kelly tentò ancora di inseguire il nemico, ma alle 16:30, mentre si trovava al largo di Capo Matapan, Milne ordinò alla nave di abbandonare l'inseguimento e riunirsi alla flotta. L'ammiraglio Souchon entrò così indisturbato nell'Egeo.
Fatto rifornimento di carbone, poco dopo la mezzanotte dell'8 agosto Milne uscì da Malta con i suoi tre incrociatori da battaglia HMS Inflexible, HMS Indefatigable e HMS Indomitable e con l'incrociatore leggero HMS Weymouth dirigendosi verso est. Alle 02:00 circa ricevette un messaggio errato dall'Ammiragliato che affermava che il Regno Unito era entrato in guerra con l'Impero austro-ungarico. La notizia era falsa, un impiegato aveva inoltrato per sbaglio un messaggio cifrato che era già pronto per l'eventualità del conflitto con l'Austria-Ungheria; Milne ancora non sapeva dell'errore così fermò la caccia per dirigersi verso Malta in attesa di una possibile sortita della flotta austro-ungarica, e ordinò a Troubridge e a Kelly di unirsi a lui. A mezzanotte del 9 agosto l'ammiraglio britannico ricevette notizia dell'errore e diede l'ordine di riprendere la caccia alla Goeben, ma ormai era troppo distante e di fatto la flotta britannica perse l'ultima opportunità di intercettare Souchon. Milne, come l'Ammiragliato, non credeva ancora che Souchon stesse portando le sue navi verso i Dardanelli, così decise di sorvegliare le uscite dal mar Egeo per "imbottigliare" le navi tedesche al suo interno.

### L'arrivo delle unità tedesche a Costantinopoli

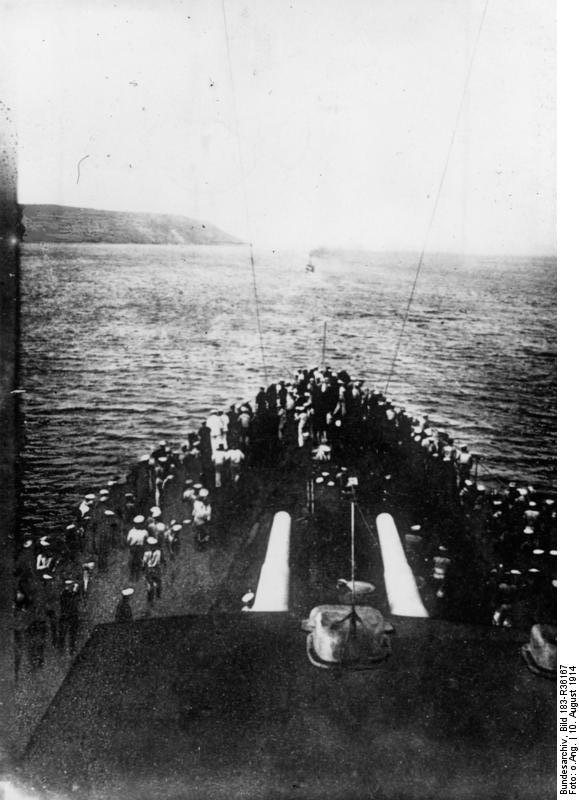
Foto scattata dalla Goeben mentre si appresta a entrare nei Dardanelli, 10 agosto 1914.

Nel contempo Souchon, all'oscuro che la flotta britannica aveva smesso di dargli la caccia e impossibilitato a muoversi verso i Dardanelli perché ancora in attesa dell'autorizzazione turca, rimase nascosto tutto l'8 agosto riparandosi tra le isole dell'Egeo. Nel frattempo fu informato che la carboniera Bogadir lo attendeva a Capo Malea, ma l'ammiraglio tedesco ordinò alla nave di spostarsi all'interno dell'Egeo verso l'isola di Donoussa. Solo il 9 Souchon diresse su Donoussa, dove la Goeben e la Breslau per tutto il giorno si rifornirono di carbone tenendo le caldaie in pressione pronte a ripartire. Vennero anche inviati degli uomini in cima a una collina per avvistare in anticipo i britannici, ma questi si trovavano ormai a ottocento chilometri, intenti a sorvegliare gli austro-ungarici. Souchon non osava nemmeno servirsi della trasmittente, per paura di essere intercettato, così ordinò alla nave General – che lo aveva seguito da Messina tenendosi un po' più a sud – di dirigersi a Smirne e da lì trasmettere un messaggio all'addetto militare tedesco a Costantinopoli: «Una necessità militare assoluta ci impone di attaccare il nemico nel mar Nero. Faccia qualunque sforzo pur di darmi modo di attraversare subito i Dardanelli col permesso del governo turco se possibile, se no senza il suo formale assenso». Souchon attese una risposta che arrivò solo nel pomeriggio del 10 agosto, quando la General trasmise un messaggio sibillino: «Entri. Chieda la resa dei forti. Catturi un pilota».
L'Impero ottomano era ancora un paese neutrale e non avrebbe potuto consentire il passaggio alle navi tedesche attraverso i Dardanelli. Nella notte del 6 agosto l'ambasciatore tedesco von Wangenheim discusse con il Gran visir Said Halim Pascià della sorte dei due vascelli tedeschi. Se l'Impero ottomano avesse negato l'accesso, Souchon si sarebbe trovato ingabbiato con le batterie turche da una parte e le navi britanniche dall'altra, ma il Gran visir assicurò che il governo aveva approvato il transito delle navi tedesche ad alcune condizioni. Furono condizioni non di poco conto, tra cui la garanzia di una parte del bottino di guerra qualora essa si sarebbe risolta a favore della Germania, e l'abolizione delle capitolazioni e dei relativi privilegi concessi ai tedeschi e agli europei in generale. Dal punto di vista tedesco le richieste potevano essere oltraggiose, ma l'alternativa consisteva nell'annientamento delle due navi. 

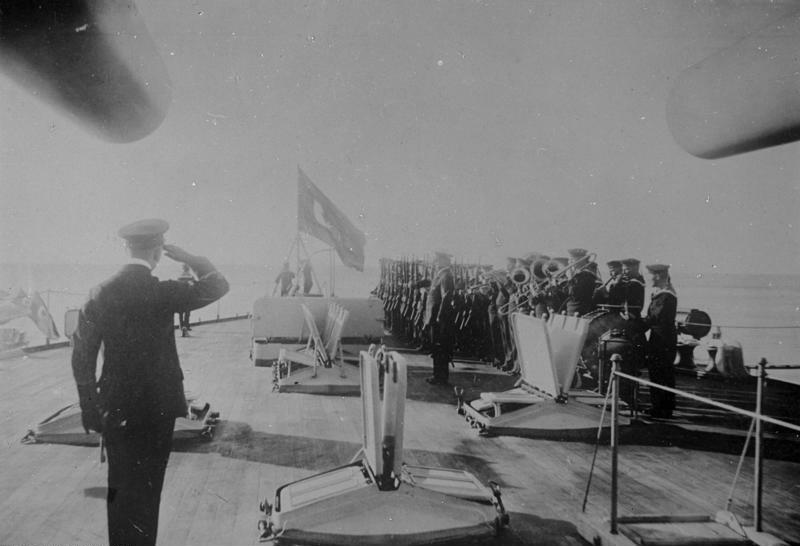
La bandiera della Marina ottomana viene issata sulla Goeben.

Indeciso se il messaggio significasse fare un atto simbolico di forza per salvare la faccia dei turchi o se veramente doveva penetrare con la forza i Dardanelli, Souchon all'alba lasciò Donoussa. Alle quattro del pomeriggio avvistò l'isola di Tenedo, alle 17:00 giunse all'imbocco dello stretto e sul suo albero maestro fece alzare il segnale «Mandate un pilota». Appreso che la Goeben e la Breslau erano sfuggite alla flotta britannica, Enver ebbe un colloquio con un membro della missione tedesca a Costantinopoli, il tenente colonnello Kress, che gli comunicò della richiesta di Souchon di entrare nello stretto. Enver acconsentì, e verso sera un cacciatorpediniere turco si avvicinò alla Goeben scortando le navi tedesche, che alle 22:00 circa del 10 agosto 1914 imboccarono i Dardanelli.
La notizia dell'ingresso della Goeben e della Breslau a Costantinopoli giunse a Malta in serata, mentre Milne, che ancora stava frugando fra le isole dell'Egeo, apprese la notizia solo l'indomani a mezzogiorno. All'Ammiragliato britannico la decisione di Costantinopoli di permettere il transito delle navi tedesche parve un'evidente collusione con Berlino, senza sospettare che le condizioni imposte a von Wangenheim dai Giovani Turchi somigliavano più a un ricatto che a un aiuto. Churchill telegrafò furioso alle sue forze di attuare un blocco dei Dardanelli, anche se in realtà egli non aveva l'autorità di impartire un tale ordine, che se effettuato avrebbe costituito un vero e proprio atto di guerra contro un paese neutrale. Così l'Ammiragliato, in seguito a una richiesta di chiarimenti, inviò un cablogramma a Costantinopoli affermando che «c'era stato uno sbaglio nella scelta dei termini» e che «non si intendeva ordinare il blocco [dello stretto]». La flotta britannica avrebbe invece atteso in acque internazionali l'uscita delle navi tedesche.
Il Regno Unito inviò comunque una nota di protesta al governo turco perché, essendo un paese neutrale, l'Impero ottomano avrebbe dovuto respingere le navi del Kaiser o prenderle in custodia. Già dal 9 agosto però von Wangenheim fu contattato dal Gran visir che gli comunicò l'intenzione del suo governo di firmare, assieme a Grecia e Romania, una pubblica dichiarazione di neutralità nel conflitto in corso. Se ciò fosse avvenuto, si sarebbe dovuto fare qualcosa in relazione alla presenza delle due navi tedesche nelle acque territoriali turche, affinché la posizione di neutralità della Turchia non venisse compromessa. Costantinopoli propose di aggirare questo problema con l'acquisto fittizio delle due unità; la Marina ottomana ne avrebbe preso possesso fingendo di averle regolarmente pagate per poi integrarle nella sua flotta.

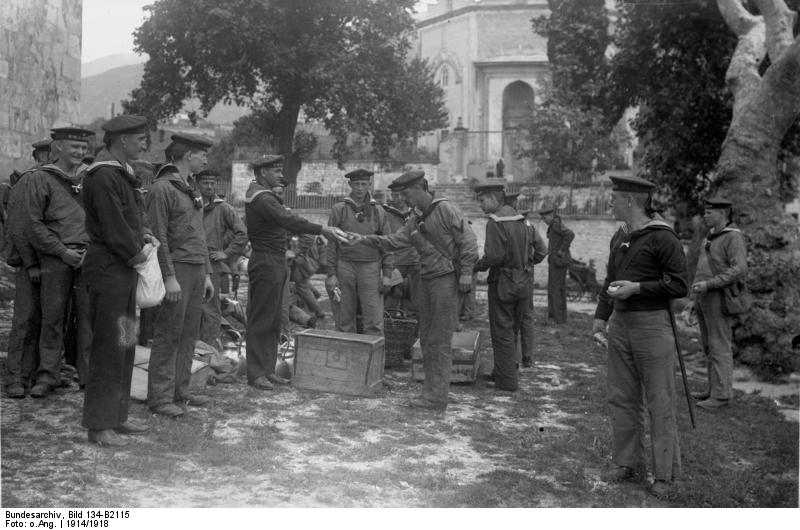
Marinai della Breslau mentre ricevono la razione quotidiana in terra turca.

Il 10 agosto il cancelliere von Bethmann-Hollweg respinse la proposta, invitando anzi l'Impero ottomano a entrare immediatamente in guerra come da accordi. I Giovani Turchi erano però riluttanti, così il governo turco il 14 agosto rilasciò una comunicazione unilaterale dove sosteneva falsamente di aver acquistato le due navi da guerra tedesche, creando grande impressione nella popolazione e allo stesso tempo mettendo Berlino con le spalle al muro. Von Wangenheim telegrafò a Berlino che non c'era altro da fare che portare a termine la "compravendita", altrimenti l'indignazione nell'Impero ottomano avrebbe suscitato un'ondata di sentimenti anti-germanici molto pericolosa diplomaticamente. Il suo consiglio fu accettato e il 16 agosto, durante una cerimonia presenziata dal ministro della Marina Ahmed Cemal Pascià, la Goeben e la Breslau furono ufficialmente aggregate alla Marina ottomana, rispettivamente con il nome Yavuz Sultan Selim e Midilli. Era passata poco più di una settimana da quando la popolazione turca aveva appreso la notizia della requisizione britannica delle due corazzate turche. L'Ammiragliato era convinto che esistesse un rapporto tra i due eventi, e ciò fu interpretato come una pianificata manovra tedesca volta a dimostrare che la Germania aveva generosamente fornito alla Turchia il tipo di navi moderne che Churchill le aveva sottratto. L'impressione era che l'Impero ottomano si stesse muovendo verso lo schieramento nemico come reazione alla confisca della Osman e della Reşadiye.
Souchon venne promosso a viceammiraglio della Marina ottomana e comandante della sua flotta, e tecnicamente divenne anche capo di una nuova missione navale che comprendeva altri 150 ufficiali e tecnici specialisti che arrivarono il 23 agosto via treno dalla Germania, sostituendo la missione di addestramento britannica che partì per la madrepatria il 16 settembre. In base a un memorandum del 18 settembre, il controllo del Yavuz Sultan Selim e del Midilli rimaneva alla Germania, mentre le navi erano turche solo di nome; Souchon rimaneva agli ordini di Berlino per l'attività operativa delle due navi. Anche i loro equipaggi, circa 1400 uomini, seppur in divisa turca continuarono a far parte del personale della Kaiserliche Marine, mentre l'autorità di Souchon sulle unità turche sarebbe stata valutata caso per caso in base alle contingenze.

## Analisi e conseguenze
Inizialmente l'Ammiragliato britannico minimizzò la fuga della Goeben e solo più tardi, quando l'Impero ottomano entrò in guerra a fianco della Germania, l'Intesa si rese conto dell'enorme portata del fatto. Indubbiamente la fuga fu un affronto all'orgoglio di Regno Unito e Francia, le quali pagarono un grosso dividendo diplomatico ai tedeschi. Come riporta lo storico navale Paul G. Halpern, il quale a sua volta cita lo storico navale Ulrich Trumpener, la vicenda della Goeben facilitò ma non necessariamente determinò l'ingresso dell'Impero ottomano nel conflitto.
Militarmente i tedeschi pagarono per questa scelta, in quanto le due navi smisero di essere un fattore critico nel teatro del Mediterraneo, e sarebbero ricomparse nell'Egeo solo una volta, al largo dell'isola di Imbros all'inizio del 1918, con esito disastroso per gli Alleati e per loro stesse. Souchon, a sua volta, si ritrovò lontano da qualsiasi ruolo di cooperazione con la flotta austro-ungarica; i convogli francesi dall'Africa poterono invece muoversi liberamente, e nulla minacciò seriamente gli anglo-francesi ancora per parecchi mesi, almeno fino all'arrivo degli U-Boot nel Mediterraneo.
Secondo Lawrence Sondhaus, «da Churchill in poi, gli autori che scrivono della fuga verso Costantinopoli dell'incrociatore da battaglia tedesco hanno rivolto la loro esclusiva attenzione alla sua importanza al fine della decisione del governo ottomano di entrare in guerra, arguendone una più vasta influenza sul conflitto, dalla Russia al Medio Oriente». Secondo Sondhaus però la vicenda della Goeben ebbe anche altri risvolti; da un certo punto di vista può essere paragonata a una perdita per affondamento per la Marina tedesca, dato che la nave divenne la grande assente nella Flotta d'alto mare tedesca. Dopo le riparazioni di Pola l'Admiralstab tedesco avrebbe potuto ordinare a Souchon di procedere speditamente verso il Mare del Nord, dove probabilmente avrebbe potuto avere un ruolo più attivo nella flotta di Franz von Hipper. Le due navi rivestirono in un primo momento il ruolo di una sorta di fleet in being nel mar Nero - livellando temporaneamente il divario tra la flotta turca e quella russa - ma cessarono di rappresentare un pericolo cruciale quando la Russia tra il giugno e l'ottobre 1915 mise in servizio le sue nuove dreadnought classe Imperatrica Marija. La Goeben e la Breslau rimasero praticamente inutilizzate per buona parte del conflitto, "imprigionate" nel mar Nero.
In alternativa, secondo Sondhaus, la Goeben avrebbe potuto offrire miglior servigi a fianco della flotta austro-ungarica nell'Adriatico, anche perché la marina tedesca teneva in gran considerazione il suo omologo della Duplice Monarchia, e forse le due forze navali avrebbero potuto cooperare più proficuamente e con più energia di quanto fece, da sola, la marina austro-ungarica.

### Gli errori delle forze dell'Intesa
La fuga della Goeben e della Breslau fu un duro colpo per Churchill e l'Ammiragliato britannico, ma buona parte della colpa era dovuta proprio agli ordini ambigui che questi impartirono a Milne. L'esigenza di difendere i convogli francesi partenti dall'Algeria portò Milne a posizionare le sue navi per sbarrare il Mediterraneo occidentale, lasciando la sola Gloucester in una posizione utile per intercettare Souchon se questi avesse tentato di prendere una rotta diversa, forte anche del fatto che la presenza di Troubridge a sbarrare l'Adriatico avrebbe posto la Goeben in un vicolo cieco. Con il Mediterraneo occidentale sbarrato e l'Adriatico impraticabile, secondo Milne sarebbe stata solo questione di tempo dato che i tedeschi non avevano vie di fuga. Milne e l'Ammiragliato non contemplarono mai l'ipotesi che Souchon fosse diretto a Costantinopoli, in un paese neutrale.
Parallelamente il monito di Churchill di evitare di impegnarsi contro "forze superiori" fu interpretato da Troubridge come un'esortazione a non ingaggiare la Goeben stessa, quantomeno per quanto riguardava i suoi incrociatori dotati di gittata inferiore ai cannoni della Goeben. Infine, quando Souchon aveva ormai oltrepassato Capo Matapan e ne era nota la rotta, i britannici rallentarono l'inseguimento a causa di un messaggio inesatto dell'Ammiragliato, errore che spinse Milne a interrompere la caccia e dirigersi verso ovest per difendere Malta da eventuali sortite della marina austro-ungarica.
Milne fu richiamato in patria il 18 agosto perché il comando congiunto delle forze alleate nel Mediterraneo sarebbe dovuto andare a Lapeyrère, e fu posto a disposizione. Il 27 agosto fu destituito dal comando della Mediterranean Fleet; il 30 agosto l'Ammiragliato rese noto che il suo comportamento e gli ordini da lui impartiti nei riguardi della Goeben e della Breslau erano stati oggetti di un «accurato esame», e che in base a tale esame «le loro signorie approvavano sotto ogni rispetto le misure da lui prese». A metà settembre Troubridge comparse davanti a una corte d'inchiesta, che a sua volta ordinò un processo di fronte alla corte marziale a novembre con l'accusa di «avere omesso di dare la caccia all'unità della marina germanica Goeben». Sul punto essenziale, ossia se Troubridge avesse motivo di considerare la Goeben una «forza superiore», la corte marziale sentenziò a suo favore evitando di compromettere l'Ammiragliato. Troubridge comunque non assunse più alcun comando operativo. Il viceammiraglio Sackville Carden prese il comando delle forze britanniche nel Mediterraneo schierate davanti ai Dardanelli, tuttavia Milne non venne formalmente sostituito; il comando della Mediterranean Fleet venne mantenuto "in quiescenza", fino a quando non fu riattivato nell'agosto 1917.
L'ostilità di Churchill verso la Turchia crebbe: dopo aver ordinato di concentrare le forze marittime britanniche presso i Dardanelli per evitare che Souchon compisse sortite contro Suez o nell'Egeo, egli in pratica considerava ormai la Turchia un paese nemico, e diede inizio a riunioni congiunte nell'Ammiragliato per mettere a punto un piano di attacco nell'eventualità che Costantinopoli entrasse nel conflitto. Il 2 settembre il governo autorizzò la Marina britannica ad attaccare le navi turche che fossero uscite dai Dardanelli insieme alla Goeben e/o alla Breslau, e in seguito autorizzò il comandante della squadra presso i Dardanelli a decidere da sé se attaccare o no le due unità tedesche qualora fossero uscite dallo stretto da sole. Fu un azzardo pagato a caro prezzo; il 27 settembre dopo che la squadra britannica bloccò e costrinse a tornare indietro una torpediniera ottomana con a bordo marinai tedeschi, Enver diede ordine di minare lo stretto, rendendolo impercorribile sia alle navi da guerra sia a quelle mercantili. Questa mossa si rivelò decisiva perché la maggior parte delle esportazioni e importazioni russe - che a loro volta permettevano al governo russo di pagare armi e munizioni - passavano di lì. Francia e Regno Unito però non prevedevano che la guerra sarebbe diventata un conflitto lungo e logorante, e in quel momento non compresero appieno i danni a lungo termine che la chiusura dei Dardanelli avrebbe comportato per la Russia zarista.

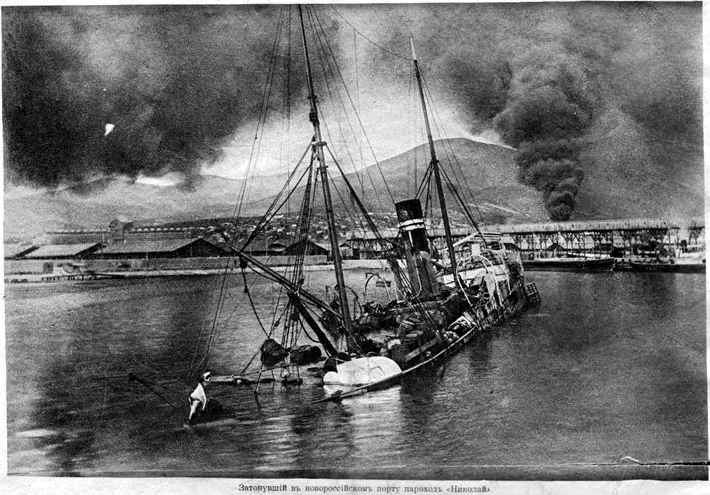
Devastazioni sullo sfondo e la nave russa Nikolay semi affondata in primo piano, dopo l'incursione della Midilli contro Novorossijsk.

La fuga della Goeben scatenò vivaci polemiche anche in Francia. Sia la Marine nationale sia Lapeyrère pensavano inizialmente di dover affrontare in una battaglia risolutiva gli italiani e gli austro-ungarici, e la flotta era stata addestrata in tal senso. Quando si capì che l'Italia sarebbe rimasta neutrale e che il Regno Unito sarebbe stato alleato della Francia la situazione per Lapeyrère migliorò senza tuttavia diventare del tutto chiara. Nonostante la preoccupazione principale fossero la Goeben e la Breslau, la flotta francese non incrociò mai Souchon, anche perché vi furono molteplici segnalazioni che davano Souchon diretto verso ovest. Tale errore fu dovuto a una serie di informazioni slegate fra loro che filtravano attraverso la tipica "nebbia di guerra": si diceva che le navi tedesche fossero a Genova per essere convertite in incrociatori ausiliari, che una carboniera tedesca si trovasse a Palma di Maiorca, e che altre erano prossime a entrare nel Mediterraneo attraverso Gibilterra. Le informazioni persuasero Lapeyrère che gli avvenimenti cruciali si sarebbero svolti nel Mediterraneo occidentale, mentre era diffusa la sensazione che i tedeschi avessero delle carboniere nelle Baleari, e che l'arcipelago fosse una base da cui i tedeschi avrebbero potuto attaccare i convogli francesi. Anche quando la Goeben fu individuata a Messina, Lapeyrère rimase convinto che le destinazioni possibili per Souchon fossero Pola per unirsi alla flotta austro-ungarica o il forzamento di Gibilterra.
Lapeyrère sapeva però che le forze britanniche erano presenti in gran numero nel Mediterraneo centrale, per cui le forze francesi si tennero lontane da Messina dove operava Milne. Le marine dei due paesi non erano adeguatamente coordinate fra loro, dato che i britannici prima della guerra non vollero elaborare una stretta collaborazione visto che l'Entente non era un'alleanza vincolante. Le forze dell'Intesa, come scrisse lo storico Halpern, «entrarono nella guerra del Mediterraneo in modo piuttosto goffo». Ciò fu dovuto soprattutto al fatto che il lungo periodo di pace non aveva prodotto veri e propri piani di cooperazione completi e dettagliati, cruciali invece per svolgere al meglio complesse operazioni navali. La situazione fu poi complicata dalle contingenze diplomatiche e dalle varie dichiarazioni di guerra che si susseguirono nei primi giorni di agosto. Problema che afflisse anche Austria-Ungheria e Germania, tanto che persino gli elaborati piani della Triplice alleanza, dopo la neutralità dell'Italia, si rivelarono inutili e vaghi. Forse Souchon riuscì a sottrarsi all'inseguimento perché fu l'unico con un chiaro obiettivo, nonostante anch'egli dovesse affrontare ordini contraddittori dovuti all'autorizzazione di attraversamento dei Dardanelli che tardò fino all'ultimo ad arrivare.

### Il mancato supporto austro-ungarico a Souchon
Il rifiuto austro-ungarico di precipitarsi a Messina o di mandare le loro navi a Costantinopoli raffreddarono i rapporti tra le due marine e il mancato sostegno alla Goeben rimase un argomento tabù per la marina austro-ungarica, nonostante le accuse di "fiacchezza" rivolte a Haus da alcuni autori tedeschi nel dopoguerra non avessero motivo d'essere, dato che da un punto di vista tecnico era difficile dar torto alle motivazioni dell'ammiraglio. Quand'anche egli avesse voluto mandare qualche incrociatore a dar man forte al suo alleato, in quel momento la k.u.k. Kriegsmarine aveva a disposizione solo l'Admiral Spaun, mentre i tre della classe Helgoland non era ancora stati completati, e i vecchi incrociatori corazzati erano troppo lenti. Probabilmente la scelta sarebbe caduta sulle tre unità della classe Zenta, ma anch'esse erano lente e poco protette e non avrebbero potuto operare assieme alle ben più rapide unità tedesche.
Per quanto riguarda il trasferimento della flotta austro-ungarica nel mar Nero, fu un argomento affrontato più volte fin dal 4 agosto. Quel giorno il contrammiraglio Erwin Raisp von Caliga aveva conferito con il capo di stato maggiore dell'esercito Franz Conrad von Hötzendorf, manifestando l'opinione secondo cui, dopo la neutralità italiana, le forze navali austro-ungariche rischiavano di essere distrutte nell'Adriatico dalle forze congiunte anglo-francesi. Per evitare ciò avrebbero trovato più utile impiego nel Mar Nero, visto che la protezione offerta da loro alle coste nazionali era puramente fittizia. Conrad si trovò scettico sul piano operativo, ma a livello politico non poté fare a meno di considerare che tale azione avrebbe esercitato una favorevole influenza sulla futura decisione di Bulgaria e Impero ottomano di affiancarsi agli Imperi centrali. Anche il ministro degli Esteri Leopold Berchtold si disse entusiasta dell'idea e iniziò immediatamente i necessari passi diplomatici affinché la Sublime porta concedesse alle forze navali austro-ungariche il libero transito attraverso i Dardanelli.
Conrad richiese telegraficamente il parere di Haus, e l'ammiraglio definì la proposta di Raisp come inattuabile..
Haus sosteneva che tale mossa sarebbe stata azzardata sia a livello militare che politico, in quanto il livello di mobilitazione della flotta, iniziato appena il 4 agosto, non consentiva una mossa simile; inoltre spostare l'area operativa dall'Adriatico al mar Nero era - date le circostanze e le risorse disponibili - un problema senza soluzione. Non vi era una base sicura né nella costa bulgara, né in quella rumena, né in quella turca per l'intera flotta e non vi erano sufficienti depositi di carbone e petrolio nella zona. Per di più la rotta per Costantinopoli non era sgombra, e la flotta sarebbe stata alla mercé di attacchi delle forze dell'Intesa; al contempo le coste dell'Impero sarebbero rimaste sguarnite ed esposte ai possibili attacchi dell'Italia, che si sospettava sarebbe passata dalla parte dell'Intesa da un momento all'altro, e che da sempre aveva mire espansionistiche nella costa balcanica dell'Adriatico. Tutte queste motivazioni vennero per giunta esposte dallo stesso Haus al capo di stato maggiore della marina tedesca Hugo von Pohl il 6 agosto, il quale rispose apprezzando l'attendibilità delle motivazioni addotte da Haus, cosa che fece lo stesso Souchon il 24 settembre.
Solo su un punto Haus si sbagliò: pensò sempre che la flotta francese sarebbe arrivata in forze da un momento all'altro, invece, finché la Goeben fu nelle acque di Messina, essa non si avvicinò, e si addentrò nell'Adriatico solo il 16 agosto, tre giorni dopo lo scoppio delle ostilità tra Austria-Ungheria e Regno Unito.

### L'ingresso dell'Impero ottomano in guerra
La chiusura dei Dardanelli agli Alleati assieme alla formale acquisizione della divisione tedesca nella marina ottomana alimentò l'attesa di un'imminente decisione turca di unirsi agli Imperi centrali. Con disappunto del governo tedesco però, la persistente presenza della Goeben e della Breslau nelle acque territoriali turche non spinse il Regno Unito a dichiarare guerra all'Impero ottomano, mentre gli ambasciatori di Vienna e Berlino sollecitavano continuamente i leader ottomani a passare all'azione. I Giovani Turchi continuarono a mostrarsi negoziatori molto abili, ben sapendo che la mobilitazione non era ancora terminata e non era chiaro in quanto tempo si sarebbe completata. Nel frattempo dichiararono che sarebbero entrati in guerra solo a condizione che anche il Regno di Bulgaria si fosse affiancato a loro, dato che le principali vie di comunicazione dell'Impero con l'Europa attraversavano la Bulgaria, e soprattutto perché i bulgari non erano privi di ambizioni territoriali, per cui se il paese balcanico avesse attaccato l'Impero mentre questo era impegnato contro la Russia Costantinopoli sarebbe rimasta indifesa. I bulgari a loro volta erano molto riluttanti a entrare in guerra, e finché non si sarebbe giunti a un accordo i turchi sarebbero rimasti neutrali. L'8 settembre la Sublime porta rese nota l'improvvisa abrogazione delle Capitolazioni e dei relativi privilegi concessi alle potenze straniere. Gli ambasciatori di Germania, Austria-Ungheria, Regno Unito, Francia e Russia fecero le loro rimostranze, ma era chiaro che i turchi riuscirono con abilità a contrattare con tutti, da un lato minacciando di rimanere neutrali, dall'altro minacciato di unirsi agli Imperi centrali.

Con l'ingresso in guerra di Turchia e Bulgaria, gli Imperi centrali poterono contare su lunghe linee di comunicazione interne.

Nonostante i successi diplomatici che Costantinopoli otteneva con la politica della neutralità, Enver, Talat e Cemal - i ministri più filo-tedeschi e bellicisti - diedero vita a manovre sotterranee contro questa politica e contro il suo principale sostenitore, il Gran visir. Enver e Cemal architettarono una provocazione concedendo a Souchon di uscire in mare per effettuare un attacco contro i porti russi nel Mar Nero, senza una dichiarazione di guerra. Il 27 ottobre 1914 Souchon uscì con la Yavuz Sultan Selim e la Midilli assieme a quattro cacciatorpediniere e due torpediniere, formalmente per un'esercitazione, ma il realtà per attaccare e minare i porti di Odessa, Sebastopoli, Novorossijsk e Feodosia. Dopo l'azione, nel pomeriggio del 29 Souchon telegrafò a Costantinopoli la notizia menzognera che la marina russa aveva «seguito tutti i movimenti della flotta turca e sistematicamente impedito tutte le esercitazioni», e aveva pertanto «aperto le ostilità». Tutte le navi raggiunsero la base il 1º novembre, e l'azione di Souchon produsse il risultato che i ministri della guerra e della marina Enver e Cemal avevano desiderato, consentendo loro di presentare il fait accompli ai colleghi del governo.
Il 2 novembre la Russia dichiarò guerra all'Impero ottomano, seguita tre giorni dopo da Regno Unito e Francia. Anche la corrente anti-interventista capeggiata dal Gran visir Said Halim Pascià dovette riconoscere che l'Impero era ormai in guerra, e Costantinopoli emise le rispettive dichiarazioni di guerra l'11 novembre. Secondo Sondhaus, «Souchon e le sue navi svolsero quindi a tutti gli effetti il ruolo di catalizzatori nella concatenazione di avvenimenti che portò la Turchia in guerra contro la Russia», con Souchon che «divenne l'agente dei ministri filo-tedeschi del governo turco, e non un disinvolto rappresentante della Germania che con le proprie azioni aveva forzato la mano dei turchi».